# رسوایی سوسورلوک
رسوایی سوسورلوک (به ترکی استانبولی: Susurluk skandalı) یک رسوایی سیاسی در تاریخ معاصر ترکیه می‌باشد که به دنبال تصادف مشکوک یک خودرو دولتی در مورخ سوم نوامبر ۱۹۹۶ در شهر سوسورلوک استان بالکیسیر ترکیه به وقوع پیوست. 
در جریان این تصادف مرسدس حسین کوجاداغ، مدیر آکادمی پلیس و معاون سابق پلیس امنیت استانبول، به همراه عبدالله چاتلی، خلافکار سابقه‌دار و تحت تعقیب ترک که با جریانات ناسیونالیست همکاری نزدیکی داشت، گنجا اوس، دوست دختر عبدالله چاتلی و سدات بوجاک، نماینده مجلس و از ملاکان کردستان که با حکومت ترکیه برعلیه گروه پ‌ک‌ک همکاری می‌کرد، حضور داشتند و به جز بوجاک، تمامی سرنشینان خودرو در نتیجه تصادف با کامیون کشته شدند. پس از این تصادف سوالات زیادی در مورد فساد در ترکیه و همکاری دولت ترکیه با خلافکاران در جریان جنگ با پ‌ک‌ک مطرح شد. عبدالله چاتلی خلافکار باسابقه‌ای بود که از جمله اقدامات او می‌توان به قتل روزنامه‌نگاران چپگرا ترک در جریان باغچه‌لی‌اولر در سال ۱۹۷۸ اشاره کرد و جضور او در خودرو یک مقام پلیس توجیهی نداشت. پس از این واقعه مهمت آغار، وزیر کشور ابتدا ادعا کرد که چاتلی توسط پلیس دستگیر شده بود اما پس از این که مشخص شد کوجاداغ و چاتلی و سرنشنیان به مدت چند شب در یک هتل بودند و حتی خود آغار به صورت تصادفی در آن هتل بوده‌است، آغار استعفا داد. دولت ترکیه سعی در سرپوش گذاشتن بر روی این ماجرا کرد. تانسو چیللر، نخست وزیر سابق ترکیه که در آن زمان معاون نخست وزیر بود، به صراحت گفت که برای ما کسانی برای دولت شلیک می‌کنند، بهتر از کسانی هستند که به دولت شلیک می‌کنند. در گزارشی که در ژانویه ۱۹۹۸ کوتلو ساواش، نماینده کمیسیون مجلس، ارائه داد اعلام شد که برخی افراد همکار با دولت در جریان جنگ با پ‌ک‌ک، با گروه‌های تبهکار همکاری کرده‌اند که از جمله آن می‌توان به قتل ساواش بولدان، تاجر حامی پ‌ک‌ک، در سال ۱۹۹۴ اشاره کرد. همچنین گزارش‌هایی حاکی از مشارکت اعضای دولت در تجارت مواد مخدر بوده‌است.